# Стоунман, Ричард
Ричард Джон Стоунман (англ. Richard John Stoneman; 1951, Девон — 1 июня 2025) — британский эллинист, специалист по рецепции древнегреческой античности, а также по Александру Македонскому. Доктор, профессор.
Образование получил в Оксфорде.
Тридцать лет — до 2006 года — проработал редактором античной классики, большей частью в издательстве «Routledge».
С 1996 года почётный член Эксетерского университета, в настоящее время почётный приглашённый профессор.
Председатель WCT.
Часто посещает Грецию.
Являлся президентом британской Классической ассоциации.
С начала 1980-х годов в центре его исследований была фигура Александра Македонского.
Монография «Alexander the Great: A Life in Legend» посвящена легендам об Александре Македонском, возникшим после его смерти.
Биограф Ксеркса I («Xerxes: A Persian Life»).
Редактор «A Literary Companion to Travel in Greece» (London, 1984; 1994 ISBN 978-0-89236-298-1).
Скончался 1 июня 2025 года.